# Gråstrubet topmejse
Gråstrubet topmejse (Lophophanes dichrous) er en spurvefugl, der lever i det centrale Kina og det sydlige Himalaya.